# ダコタ郡 (ネブラスカ州)
座標: 北緯42度39分 西経96度56分 / 北緯42.650度 西経96.933度
ダコタ郡（英: Dakota County）は、アメリカ合衆国のネブラスカ州にある郡。人口は2000年の国勢調査では20,253人、2005年の推計では20,349人で、郡庁所在地はダコタシティ (Dakota City)。近隣の三つの郡とスーシティ大都市圏を構成している。
ネブラスカ州のナンバープレートで、ダコタ郡の車両は最初の数字が70になっている。これは1922年にナンバープレートの制度を確立した際、ダコタ郡の車両登録台数が州内の郡のなかで70番目に多かったためだが、2009年8月にダコタ郡議会は新しくナンバープレート制度を2011年に導入し、現行の制度は廃止すると決議した。新しくナンバープレート制度が実施されれば、2002年に旧来の制度を廃止したダグラス郡、ランカスター郡、サーピィ郡に続いて二例目となる。

## 歴史
ダコタ郡は1855年に組織され、スー族の一派のダコタ族にちなんで名付けられた。

## 地理
アメリカ合衆国国勢調査局によると、この郡は総面積693 km2 (267 mi2) である。このうち683 km2 (264 mi2)が陸地で、9 km2 (4 mi2) が川や湖などの水地域である。総面積のうちの1.35%が水地域となっている。

### 隣接する郡
- ユニオン郡 (サウスダコタ州)（北）
- ウッドベリー郡 (アイオワ州)（東）
- サーストン郡（南）
- ディクソン郡（西）

## 人口動静

2000年国勢調査時の郡の人口ピラミッド

2000年の国勢調査によると、ダコタ郡には20,253人、7,095世帯、及び5,087家族が暮らしている。人口密度は30/km2 (77/mi2) で、11/km2 (28/mi2) の平均的な密度に7,528軒の住居が建っている。この郡の人種の構成は白人78.84%、黒人（アフリカ系アメリカ人）0.62%、先住民1.86%、アジア系3.08%、太平洋諸島系0.06%、その他の人種12.91%、及び混血2.62%で、22.62%の人々がヒスパニックまたはラテン系である。郡の住民の28.0%がドイツ系、10.5%がアイルランド系移民の子孫である。
ダコタ郡に住む7,095世帯のうち、39.90%は18歳未満の子どもと暮らしており、54.60%は夫婦で生活している。11.90%は未婚の女性が世帯主であり、28.30%は家族以外の住人と同居している。22.90%は独居で、全世帯の9.00%は65歳以上の独居老人世帯である。1世帯あたりの平均人数は2.81人であり、家庭の場合は3.30人である。
郡の住民は30.50%が18歳未満の子どもで、18歳以上24歳以下が10.10%、25歳以上44歳以下が29.40%、45歳以上64歳以下が20.10%、および65歳以上が9.90%となっている。平均年齢は31歳である。女性100人に対して男性は99.70人いて、18歳以上の女性100人に対しては男性は97.10人いる。
郡の世帯ごとの平均収入は38,834米ドルで、家族ごとでは43,702米ドルである。男性の28,341米ドルに対して女性は22,035米ドルの平均的な収入がある。この郡の一人当たりの収入 (per capita income) は16,125米ドルである。総人口の11.40%、家族の9.20%は貧困線以下である。18歳未満の子どもの14.60%及び65歳以上の8.60%は貧困線以下の生活を送っている。

## コミュニティ

### 都市
- ダコタシティ (en:Dakota City, Nebraska)
- サウススーシティ (en:South Sioux City, Nebraska)

### 村
- エマーソン (en:Emerson, Nebraska) ディクソン郡、サーストン郡にまたがって位置している
- ホーマー (en:Homer, Nebraska)
- ハバード (en:Hubbard, Nebraska)
- ジャクソン (en:Jackson, Nebraska)

### その他
- ウィリス (Willis)